# Anne Fletcher
Anne Fletcher   (Detroit, 1 de maig de 1966) és una coreògrafa, directora de cinema, ballarina i actriu dels Estats Units d'Amèrica.
Les seves pel·lícules més conegudes com a directora son: Step Up (2006), 27 Dresses (2008), La proposta (2009), The Guilt Trip (2012), Hot Pursuit (2015), Dumplin' (2018) i Hocus Pocus 2 (2022).

## Primers anys de vida
Nascuda Anne Marie Fletcher a Detroit, Michigan, Fletcher va viure amb la seva família al barri de la Vora del llac de St. Clair, Michigan fins que es va graduar el 1984 amb honors a la Lake Shore High School.
Fletcher va començar a prendre classes de dansa en un estudi de dansa local, Turning Point School of the Performing Arts, als 12 anys després de veure la seva mare prendre una classe de dansa. Als 15 anys, va aparèixer al programa local "Salute to the Superstars" al club: Mr. F's Beef & Bourbon, ja desaparegut, a Sterling Heights, Michigan.
Després de graduar-se de l'escola secundària, Fletcher es va traslladar a Los Angeles, Califòrnia, on va rebre classes del coreògraf Joe Tremaine i va començar a treballar com a ballarina professional; Durant aquest període va fer d'animadora dels Lakers.

## Carrera coreogràfica
El 1990, Fletcher va conèixer Adam Shankman quan van ser contractats per actuar com a ballarins a la 62a edició dels Premis de l'Acadèmia. Poc després, Shankman va contractar Fletcher per convertir-se en el seu coreògraf assistent. Això va provocar una llarga amistat personal i afiliació professional.
Fletcher va treballar estretament amb Shankman tant durant la seva carrera com a coreògraf com més tard com a director de cinema. Fletcher ha agraït les seves col·laboracions amb Shankman per haver-li permès desenvolupar el seu propi conjunt d'habilitats coreogràfiques i de direcció cinematogràfica i aconseguir una carrera professional d'èxit.
En els seus primers papers cinematogràfics, Fletcher va aparèixer com a ballarina, incloent Els Picapedra (1994), La Màscara (1994), La noia del Tanc (1995), Casper (1995) i Titanic (1997). Més tard, Fletcher va ser la coreògrafa de la pel·lícula dramàtica nominada a l'Oscar Boogie Nights (1997) protagonitzada per Mark Wahlberg, Burt Reynolds, Julianne Moore i Heather Graham, on també va aparèixer com a ballarina, així com per a la pel·lícula de comèdia Una historia diferent . 1997) amb Ewan McGregor i Cameron Diaz.

## Carrera com a directora
Després d'adquirir nombrosos crèdits com a coreògrafa professional, sovint en col·laboració amb Adam Shankman, Fletcher, amb l'encoratjament de Shankman, va començar a plantejar-se una carrera de directora de cinema.
Va treballar al costat de Shankman, que havia passat de la coreografia a la direcció amb pel·lícules com Hairspray (2007) i Plans de Boda, de les quals va ser productora associada. i Step Up .
Tot i que Fletcher va començar a entrar en la producció cinematogràfica a principis dels anys 2000, va continuar fent coreografies en pel·lícules com La princesa de gel i The Pacifier el 2005. També va fer treballs de coreografia en altres pel·lícules com Scooby-Doo 2: Desboat (2004), Verge als 40 (2005) i Hairspray (2007).
Fletcher va dirigir la pel·lícula de dansa romàntica del 2006, Step Up, protagonitzada per Channing Tatum i Jenna Dewan . La pel·lícula va ser nominada a dos Premis Teen Choice (2007) i un Premi Young Artist (2007). Fletcher va rebutjar l'oferta de dirigir la seqüela d'aquesta pel·lícula, tement que si dirigia una altra pel·lícula de dansa, no podria ramificar-se en altres gèneres en el futur. Tot i que va fer la coreografia a Step Up 2: The Streets (2008), el paper de director va ser atorgat a Jon M. Chu . Criticada per la crítica, la pel·lícula va tenir una bona acollida pel públic i va recaptar 65 milions de dòlars a la taquilla nacional.
El seu treball a Step Up li va fer guanyar a un segon crèdit d'èxit en la popular pel·lícula de comèdia romàntica del 2008, 27 Dresses, protagonitzada per Katherine Heigl i James Marsden. Aquesta pel·lícula va ser nominada a vuit premis: un Premi People's Choice (2008), dos Premis Teen Choice (2008), tres Golden Trailer Awards (2008), un Artios Award (2008) i una menció especial EDA. 27 vestits es celebra com una pel·lícula de comèdia romàntica icònica del segle XXI, gràcies en gran part a la direcció de Fletcher. L'expresident de MGM Jonathan Glickman va destacar la importància de Fletcher per a l'èxit de la pel·lícula, afirmant que ella i el personatge principal són persones molt semblants. L'escriptora de la pel·lícula, Aline Brosh McKenna, va esmentar en una entrevista que Fletcher era coneguda al plató com "Mama" i li atribueix el crèdit per captar tan bé la història.
A partir de l'èxit dels seus dos primers llargs, Fletcher va dirigir la popular pel·lícula de comèdia romàntica del 2009, La Proposta, protagonitzada per Sandra Bullock i Ryan Reynolds. Aquesta pel·lícula va ser nominada a vint-i-set premis; de les vint-i-set nominacions. La pel·lícula en va guanyar set. Per la seva actuació, Bullock va rebre una nominació al Globus d'Or a la millor actriu i un premi Women's Image Network a la millor actriu. The Proposal és la pel·lícula més taquillera de Fletcher com a directora, i és la setena comèdia romàntica més taquillera de tots els temps.
Després de l'èxit de La Proposta, Fletcher va dirigir <i id="mwgA">The Guilt Trip</i> (2012) protagonitzada per Seth Rogen i Barbra Streisand. Va seguir dirigint <i id="mwhA">Hot Pursuit</i> (2015) protagonitzada per Reese Witherspoon i Sofía Vergara. Ambdues pel·lícules van tenir un rendiment significativament pitjor que les seves pel·lícules anteriors, la primera va rebre només una nominació al premi Razzie i la segona va obtenir un 8% a Rotten Tomatoes.
El juliol de 2014, Fletcher va ser anunciada com a directora de Disenchanted, la seqüela de la pel·lícula de 2007 protagonitzada per Amy Adams i Patrick Dempsey. Tanmateix, l'octubre de 2016, va ser substituïda pel seu amic Adam Shankman.
El desembre de 2018, Fletcher va estrenar Dumplin', la seva primera pel·lícula estrenada exclusivament a Netflix. La pel·lícula està basada en el llibre del mateix nom i és protagonitzada per Jennifer Aniston com una antiga reina de bellesa. La pel·lícula tracta de problemes relacionats amb la positivitat corporal i les relacions mare-filla.
Fletcher va dirigir Hocus Pocus 2, la seqüela del 2022 d' Hocus Pocus. La pel·lícula es va estrenar exclusivament a Disney+ i és protagonitzada per Sarah Jessica Parker, Bette Midler i Kathy Najimy com les Sanderson Sisters de la pel·lícula original de 1993. La pel·lícula va ser polaritzada per la crítica, però va rebre dues nominacions al premi Kids' Choice, inclosa la pel·lícula preferida (perdent davant Sonic the Hedgehog 2).

## Filmografia

### Directora
| Pel·lícula - Step Up (2006) - 27 vestits (2008) - La proposta (2009) - El viatge de la culpa (2012) - Hot Pursuit (2015) - Dumplin' (2018) - Hocus Pocus 2 (2022) | Televisió - Heart of Life (pel·lícula de televisió, 2019) - Step Up (1 episodi, 2019) - Aquests som nosaltres (4 episodis, 2020–21) - AJ and the Queen (1 episodi, 2020) - Love, Victor (1 episodi, 2020) |  |

## Acollida
Acollida de la crítica dels Estats Units, públic i comercial de les pel·lícules que Fletcher ha dirigit a partir del 24 d'abril de 2023.
| Pel·lícula            | Tomàquets podrits    | Metacrític         | CinemaScore          | Pressupost              | Taquilla                |
| --------------------- | -------------------- | ------------------ | -------------------- | ----------------------- | ----------------------- |
| Pas amunt             | 21% (108 comentaris) | 48 (23 comentaris) | A-                   | 12 milions de dòlars    | 114,2 milions de dòlars |
| 27 Vestits            | 41% (154 comentaris) | 47 (31 comentaris) | B+                   | 30 milions de dòlars    | 162,7 milions de dòlars |
| La proposta           | 45% (190 comentaris) | 48 (30 comentaris) | 40 milions de dòlars | 317,4 milions de dòlars |                         |
| El viatge de la culpa | 37% (128 comentaris) | 50 (29 comentaris) | 40 milions de dòlars | 41,9 milions de dòlars  |                         |
| persecució calenta    | 8% (179 comentaris)  | 31 (36 comentaris) | C+                   | 35 milions de dòlars    | 51,4 milions de dòlars  |
| Bola de massa         | 87% (69 comentaris)  | 53 (16 comentaris) | 13 milions de dòlars |                         |                         |
| Hocus Pocus 2         | 64% (154 comentaris) | 56 (32 comentaris) | 40 milions de dòlars |                         |                         |